# 柳雙尾蚜
柳雙尾蚜（学名：Cavariella saliciola）为常蚜科雙尾蚜屬下的一个种。